# Dobrovolný svazek obcí Mikroregion Bělá
Dobrovolný svazek obcí Mikroregion Bělá je svazek obcí (dle § 49 zákona č.128/2000 Sb. o obcích) v okresu Rychnov nad Kněžnou, jeho sídlem je Skuhrov nad Bělou a jeho cílem je koordinování celkového rozvoje území DSO na základě společné strategie, společný postup při prosazování udržitelného života v území a společná propagace mikroregionu v cestovním ruchu. Sdružuje celkem 5 obcí a byl založen v roce 1999.

## Obce sdružené v mikroregionu
- Bílý Újezd
- Kvasiny
- Osečnice
- Skuhrov nad Bělou
- Solnice